# 安逗及黑仔
安逗及黑仔是刘德华自己亲手制作的两个小牛玩偶，當中白色玩偶稱為「安逗」，黑色玩偶稱為「黑仔」，他们兄弟俩是刘德华的“儿子”，刘德华是两位的“妈妈”。現在它倆的知識產權屬於安逗有限公司。

## 简介
刘德华在策划国语专辑《一只牛的异想世界》时就产生了一些灵感。2007年5月11日刘德华在甘肃拍摄电影《三国之见龙卸甲》时，由于临近母亲节（5月13日）思念母亲的缘故，他花了一天时间亲手缝制出来小布偶，因为刘德华属牛，他用自己的英文名Andy与牛的英文OX相结合取英文名叫Andox，中文名叫安逗。刘称自己体会到了做母亲的感觉，安逗也是送给自己的母亲节礼物。同年6月又“生”下了弟弟黑仔Box，意思是Black Ox，一头黑色的牛。
在2007年开启的刘德华“Wonderful World”巡回演唱会上两位儿子参与了演出。
2008年12月28日，“红遍中国安逗&黑仔签约发布会”在北京欢乐谷举行，刘德华与经纪公司秋水堂文化发展有限公司合作，安逗&黑仔将于2009年进军内地市场。安逗与黑仔之后参加了不少电视台的娱乐节目，如《快乐大本营》等。
后来也推出了由刘德华设计的安逗和黑仔限量版公仔玩具。并为其注册了安逗有限公司，擁有「安逗」及「黑仔」兩個卡通形象的各項版權及權益。安逗与黑仔的身影还出现在了潮牌bauhaus系列服饰上。

## 档案与个性
| 名字       | 生日          | 星座   | 个性                                                               |
| ---------- | ------------- | ------ | ------------------------------------------------------------------ |
| 安逗/Andox | 2007年5月11日 | 金牛座 | “聪明、成熟冷静、对身边事物充满好奇、爱发问、有表演欲”             |
| 黑仔/Box   | 2007年6月28日 | 巨蟹座 | “古灵精怪、有活力、身型较哥哥高大、身手矫捷、活力十足、有跳舞天份” |

## 相关作品
- 2009年歌曲《中国牛》
- 2009年图书《安逗&黑仔 两只牛的生活意见》，秋水堂出版
- 时尚人偶电视科幻喜剧《安逗与黑仔》，由浙江卫视联手北京德俊文化投资拍摄，2010年8月首播